# Charg
Charg (englisch Kharg; persisch خارگ, DMG Ḫārg, auch خارک Chārk, DMG Ḫārk) ist eine bewohnte Insel im Persischen Golf. Sie gehört zu Iran, liegt etwa 30 Kilometer vor der Küste des Festlands und ist rund 6 km lang und 4 km breit, die Einwohnerzahl beträgt etwa 10.000. Die Insel liegt 55 km westlich von Buschehr und 35 km südlich von Ganaveh.

## Geschichte
Die Insel wurde erstmals von Nestorianern besiedelt. 1756 wurde  die Insel von den Niederlanden mit zwei Schiffen und 50 Soldaten besetzt.

## Wirtschaft

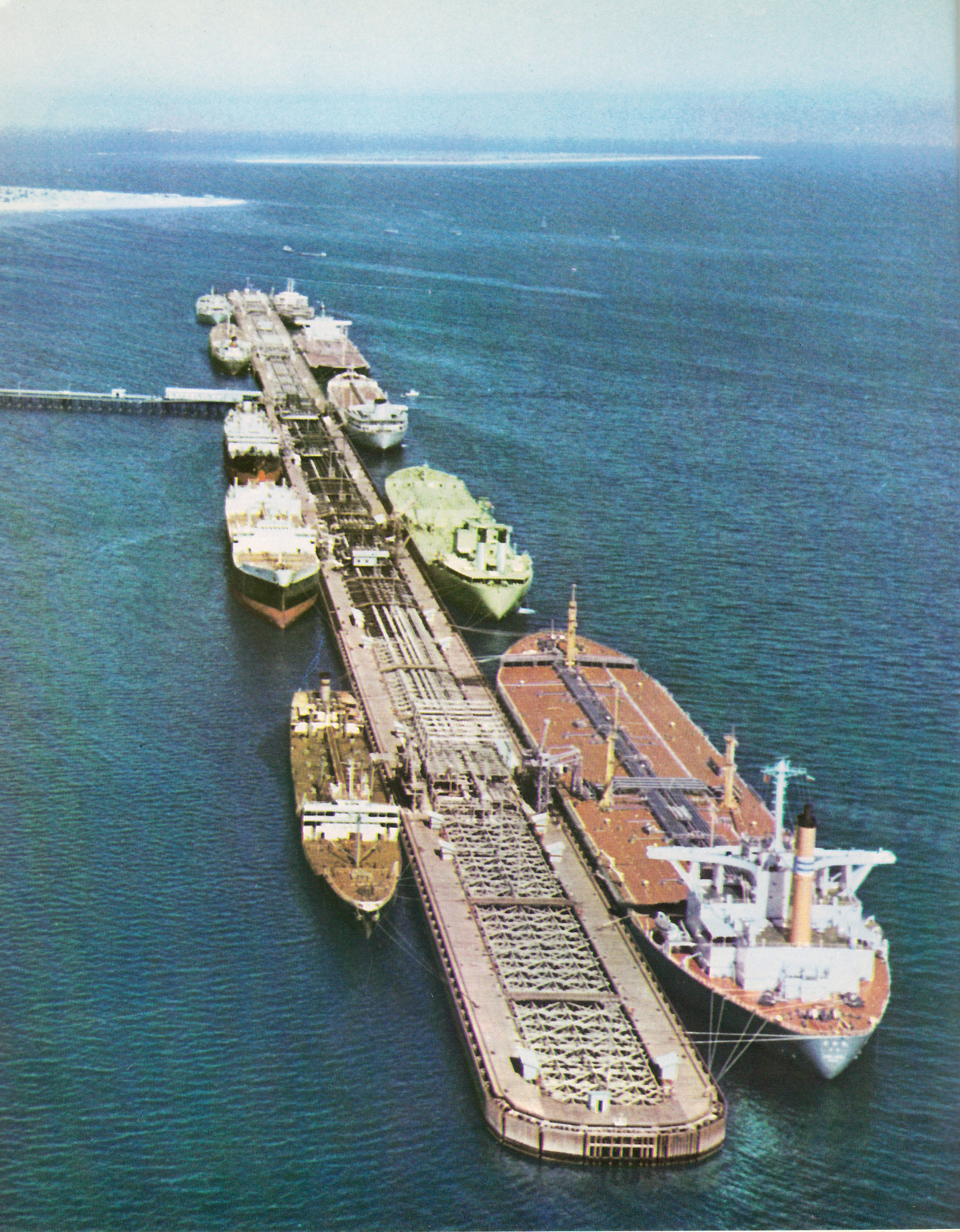
Das Kharg oil terminal 1967

Die Insel liegt in der Nähe mehrerer Ölfelder und ist strategisch bedeutend. Sie verfügt über ein Ölterminal und ein Flugfeld. An dem Ölterminal können Tanker von vier Seiten andocken. In den 1970er Jahren galt Charg als das modernste Ölterminal der Welt. Die Insel verfügte über eine Süßwassergewinnungsanlage und ein landwirtschaftlich genutztes Gewächshaus zur Versorgung der Einwohner von Charg.
Im Ersten Golfkrieg wurden die Anlagen durch irakische Luftangriffe schwer beschädigt, inzwischen aber wieder repariert.
Im Jahr 2012 gingen 98 % des iranischen Rohölexports über das Kharg oil terminal. Um diese Abhängigkeit von einem einzigen Ölausfuhrhafen zu vermindern gibt es mindestens seit 2008 Pläne, in Bandar-e Dschask am Ausgang der Straße von Hormus einen zweiten großen Erdölhafen zu bauen.
Nach der Insel war das größte Versorgungsschiff der iranischen Marine benannt. Am 2. Juni 2021 fing die Kharg Feuer und sank.